# Odontochodaeus steineri
Odontochodaeus steineri är en skalbaggsart som beskrevs av Renaud Maurice Adrien Paulian 1991. Odontochodaeus steineri ingår i släktet Odontochodaeus och familjen Ochodaeidae. Inga underarter finns listade i Catalogue of Life.